# Paolo Vidoz
Paolo Vidoz (Gorizia, 21 de agosto de 1970) es un deportista italiano que compitió en boxeo.
Participó en dos Juegos Olímpicos de Verano, en los años 1996 y 2000, obteniendo una medalla de bronce en Sídney 2000, en el peso superpesado.
Ganó dos medallas de bronce en el Campeonato Mundial de Boxeo Aficionado, en los años 1997 y 1999, y una medalla de plata en el Campeonato Europeo de Boxeo Aficionado de 2000.

## Palmarés internacional
| Juegos Olímpicos   | Juegos Olímpicos         | Juegos Olímpicos  | Juegos Olímpicos |
| Año                | Lugar                    | Medalla           | Categoría        |
| ------------------ | ------------------------ | ----------------- | ---------------- |
| 2000               | Sídney (Australia)       | Medalla de bronce | +91 kg           |
| Campeonato Mundial |                          |                   |                  |
| Año                | Lugar                    | Medalla           | Categoría        |
| 1997               | Budapest (Hungría)       | Medalla de bronce | +91 kg           |
| 1999               | Houston (Estados Unidos) | Medalla de bronce | +91 kg           |
| Campeonato Europeo |                          |                   |                  |
| Año                | Lugar                    | Medalla           | Categoría        |
| 2000               | Tampere (Finlandia)      | Medalla de plata  | +91 kg           |